# Cataglyphis nigra
Cataglyphis nigra (лат.) — вид муравьев из рода муравьи-бегунки (Cataglyphis), который обитает в пустынях и полупустынях Ближнего Востока

## Распространение
Ближний Восток и Северная Африка. Вид известен из Афганистана, Египта, Ирана, Израиля, Кувейта, Ливии, Омана, Саудовской Аравии, Объединенных Арабских Эмиратов и Йемена.

## Описание
Среднего размера формициновые муравьи, основная окраска буровато-чёрная до чёрной. Стебелёк между грудкой и брюшком состоит из одного узловидного членика петиолюса, жало отсутствует. Усики рабочих и самок состоят из 12 члеников (13 члеников у самцов), булава отсутствует. Нижнечелюстные щупики состоят из 6 сегментов, нижнегубные щупики 4-члениковые.
От близких видов отличается следующими признаками: тело равномерно черно-коричневое до черного; 1-й членик жгутика усика длинный, заметно длиннее 2-го; наружная поверхность голеней без волосков, с мелкими беловатыми прямостоячими волосками или без них; петиоль узловатый, более или менее округлый в дорсальном виде; брюшко матовое, плотно скульптурированное.

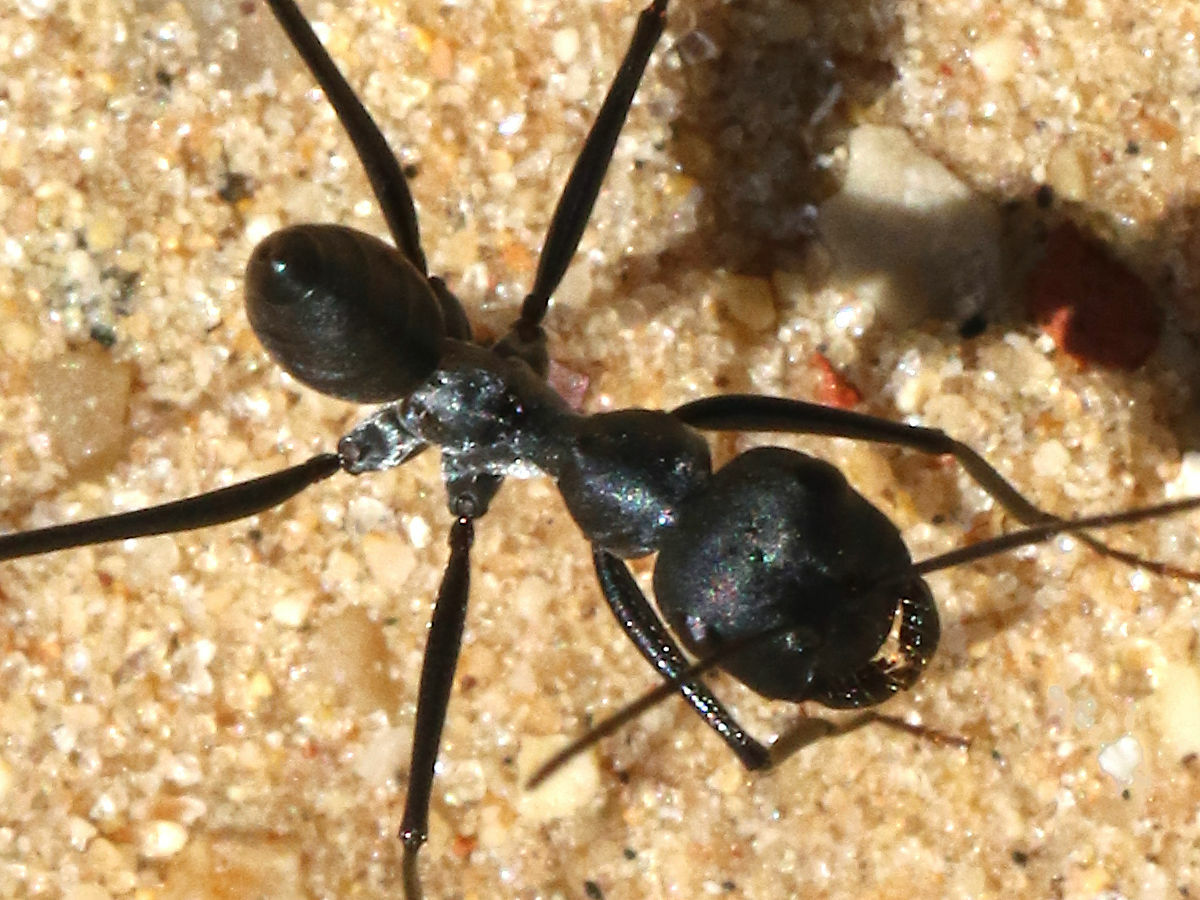
C. nigra

## Поведение
Как и другие представители рода муравьи-бегунки, рабочие особи Cataglyphis nigra могут поднимать своё брюшко в вертикальное положение; считается, что это улучшает подвижность в пустынных местах обитания.